# Ophisma fugiens
Ophisma fugiens là một loài bướm đêm trong họ Erebidae.